# أتسوهيرو ميورا
أتسوهيرو ميورا (三浦 淳 宏) ولد في 24 يوليو 1974 في أويتا، اليابان هو لاعب كرة القدم ياباني متقاعد كان يلعب في مركز خط الوسط.
شارك 25 مباراة وسجل هدف وحيد للفريق الوطني الياباني بين عامي 1999 و2005 وكان عضوا في فريق الوطني الياباني لألعاب الأولمبية الصيفية عام 2000.

## وصلات خارجية
- كأس القارات لكرة القدم Runner-up: 2001
- كأس آسيا Champions: 2000، 2004
- أتسوهيرو ميورا على موقع الاتحاد الدولي (مؤرشف)  (الإنجليزية)
- أتسوهيرو ميورا على موقع رابطة كرة القدم اليابانية للمحترفين (اليابانية)
- أتسوهيرو ميورا على موقع قاعدة بيانات كرة القدم.إي يو (الإنجليزية)
- أتسوهيرو ميورا على موقع ناشيونال فوتبول تيمز (الإنجليزية)
- أتسوهيرو ميورا على موقع Soccerway.com (الإنجليزية)
- أتسوهيرو ميورا على موقع عالم كرة القدم.نت (الإنجليزية)
- أتسوهيرو ميورا على موقع أوليمبيديا (الإنجليزية)